# Francesco Moroncini
Francesco Moroncini (Recanati, 1866 – Napoli, 1935) è stato un critico letterario italiano.
Fu uno dei primi e più importanti critici e studiosi dell'opera di Giacomo Leopardi. Grazie ai suoi studi, soprattutto sull'edizione critica dei Canti, fu riconosciuta la grandezza del Poeta che divenne in breve tempo famoso in Italia e all'estero.

## Biografia
Nato a Recanati, Francesco Moroncini ebbe, assieme alla sorella Ida (poi divenuta suora) e ai due fratelli Gaetano e Getulio, un'infanzia triste e difficile poiché, rimasti orfani di padre, vennero allevati dalla madre e da una zia, quest'ultima tanto energica, intraprendente e moderna al punto da essere, ai suoi tempi, un'autista di diligenza.
Le famiglie Moroncini e Leopardi erano amiche e i giovani Moroncini ebbero libero accesso alla biblioteca dei Leopardi fin da fanciulli. Questa fortuita circostanza fece sì che Francesco Moroncini attingesse direttamente dalla biblioteca dei Leopardi tutto il materiale, per lo più totalmente inedito, per i suoi studi.
Dopo essersi brillantemente laureati in Lettere, i tre fratelli furono tra i primi a dedicarsi con passione allo studio del sommo poeta conterraneo Giacomo Leopardi, anche quando dalle Marche si trasferirono in Campania incaricati dell'insegnamento del latino e greco e di materie letterarie nei più importanti licei della regione e della città di Napoli, ove dopo qualche anno fissarono stabile residenza.
Francesco si sposò con Chiara Jovene ed ebbe tre figlie: Enrichetta, coniugata con Felice Piciocchi (1897-1984) che fu una delle prime donne laureate in lettere classiche all'Università di Napoli (con 110 e lode e pubblicazione della tesi), Erminia, coniugata con Antonio Caiazzo anch'ella laureata in lettere classiche con 110 e lode e pubblicazione della tesi, e Lia, morta in tenerissima età.
Negli anni giovanili Francesco Moroncini fu autore di studi su Francesco De Sanctis ma ben presto si dedicò totalmente ed esclusivamente all'opera del Leopardi per cui fu esonerato dal re Vittorio Emanuele III dall'insegnamento per poter dedicare tutto il suo tempo agli studi sul grande Poeta.
Pubblicò un gran numero di volumi sulle opere del Leopardi, lavori che hanno avuto numerose edizioni e ristampe nel corso di oltre un secolo,  tra cui spicca l'edizione critica dei Canti del 1927 per l'editore Cappelli di Bologna, peraltro anticipata già nel 1917 dal lavoro Canti di Giacomo Leopardi commentati da lui stesso (Palermo, Ed. Sandron); nonché non pochi altri scritti inediti, trattando altresì di alcune figure legate al poeta tra le quali il padre Monaldo Leopardi e l'amico Antonio Ranieri.
Collaborò con le riviste Pegaso, La nuova Antologia, Rassegna di lettere ed arti, L'Ambrosiano, Emporium. Nel 1934 ebbe un ruolo di massimo rilievo nelle Celebrazioni Marchigiane in onore di Giacomo Leopardi e, inoltre, fu autore della voce relativa al poeta nel saggio Italiani da Romolo al Milite Ignoto (Bologna, 1930).
Fu, in sintesi, "grandissimo conoscitore di tutta l'opera leopardiana, di cui pubblicò quasi tutto quello che c'era da pubblicare, seppe finalmente colmare la necessità di una edizione dei Canti adeguata ai tempi (sono gli anni che precedono la "critica degli scartafacci"), e finalmente rispondente alle intenzioni dell'Autore. Questa fondamentale edizione, "felice incontro di sapiente empiria e di strenua acribia" (G. Folena), dopo aver tenuto banco per oltre cinquant'anni, è tuttora utilissima, e comunque imprescindibile".
Francesco Moroncini morì a Napoli nella sua casa alle Rampe Brancaccio e riposa nel cimitero di Poggioreale ove fu sepolto nella Congrega dei Professori prima che le sue spoglie venissero traslate in una cappella di famiglia.

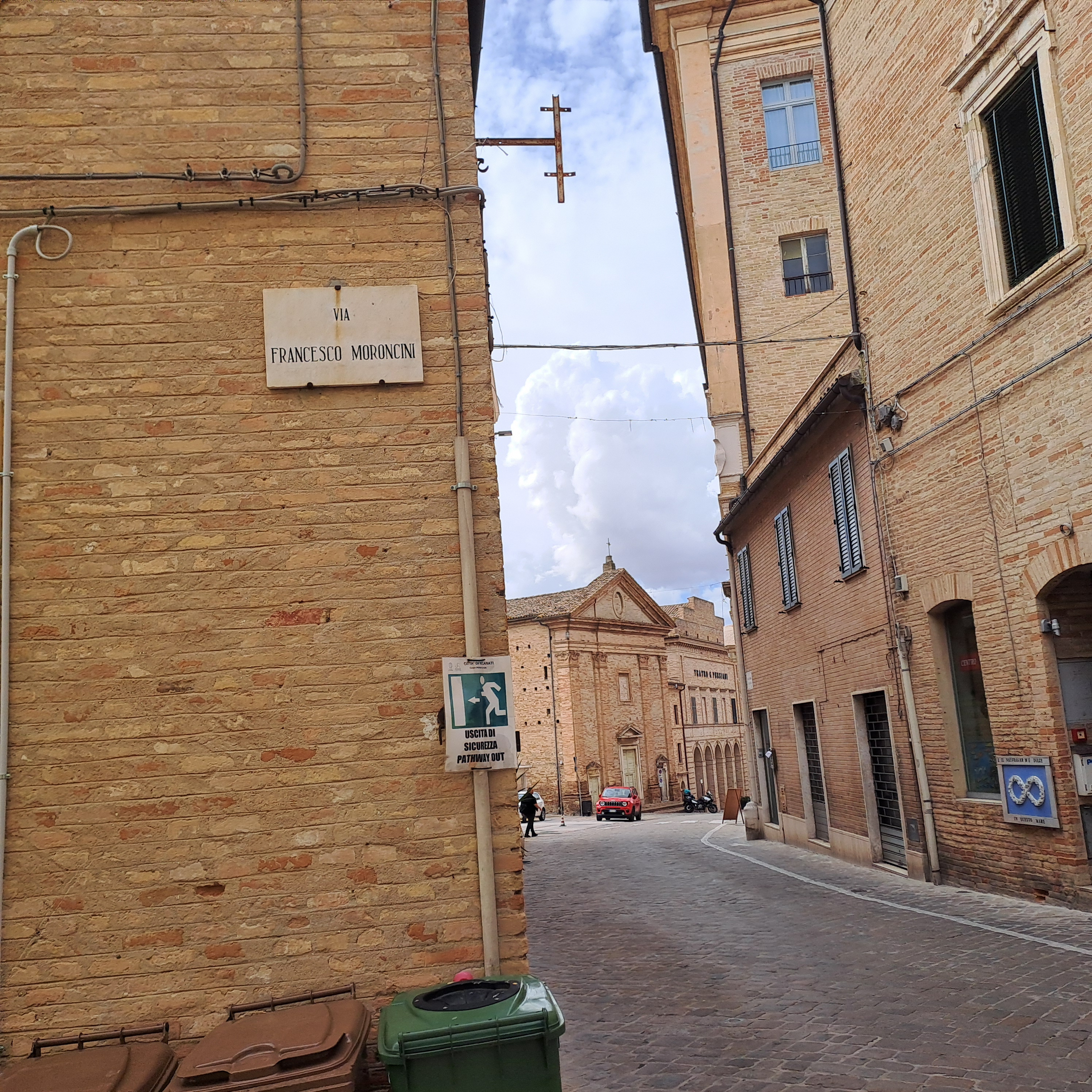
via Francesco Moroncini a Recanati

A Recanati gli è stata intitolata una strada.
Essendo scomparso nel 1935, toccò al fratello Getulio Moroncini rappresentare la famiglia Leopardi e il Comune di Recanati nel 1939, in occasione della traslazione dei resti di Leopardi dalla chiesa di San Vitale a Fuorigrotta (Napoli) al vicino parco di Piedigrotta, portando l'urna accompagnato dalla figlia Annamaria (1924-2014).
Nel 1991 il Centro Nazionale di Studi Leopardiani ha pubblicato a cura di Franco Foschi una raccolta di alcuni studi filologici e letterari dei tre fratelli pionieri della critica leopardiana col titolo di Saggi Leopardiani, lavori che avevano già avuto nel corso degli anni numerose edizioni.
Ultimo rappresentante della famiglia Moroncini fu Bruno Moroncini (1946-2022), nipote di Gaetano Moroncini, Ordinario di Filosofia morale presso l'università di Salerno, studioso di antropologia, filosofia e psicanalisi, nonché autore di numerosi saggi.

## Opere
- Studio su Leopardi filologo, Morano, Napoli 1891
- Lezioni storiche di letteratura italiana desunte dalle opere di Francesco De Sanctis e adattate ad uso delle scuole secondarie da Francesco Moroncini, Napoli : A. Morano e figlio, 1902
- Canti di Giacomo Leopardi commentati da lui stesso con note per cura di Francesco Moroncini , Palermo, R. Sandron, 1917
- Canti di Giacomo Leopardi, edizione critica ad opera di Francesco Moroncini Bologna, L. Cappelli, 1927 (successive edizioni nel 1931, nel 1936 e nel 1978)
- Operette morali di Leopardi edizione critica, Bologna 1928
- Opere di Giacomo Leopardi : edizione critica. Saggio di pubblicazione e d'informazione. Bologna, Luigi Cappelli 1929
- Opere minori di Giacomo Leopardi, Bologna 1931
- Poesie di Giacomo Leopardi, edizione critica ad opera di Francesco Moroncini, Bologna, L. Cappelli, 1931
- Prose di Giacomo Leopardi, edizione critica ad opera di Francesco Moroncini, Bologna, L. Cappelli, 1931
- Monaldo Leopardi politico, Recanati 1931
- Uno scritto ignorato di G. Leopardi su Niccolò Tommaseo, 1931
- Monaldo Leopardi e Carlo Antici, Recanati, Simboli, 1932
- Lettere inedite di G. B. Niccolini ad Antonio Ranieri (1833-1847) a cura di! Francesco Moroncini, Roma 1932
- Due capitoli inediti del Leopardi su gli "errori popolari degli antichi" ,Firenze 1932
- Il patetico tramonto della principessa di Belgioioso, Roma 1933
- Epistolario di Giacomo Leopardi, 7 voll.,  Firenze 1934 (seconda edizione ampliata nel 1941)
- La morte, il seppellimento e la tomba di Leopardi, con documenti inediti, Roma 1934
- Una cronaca commentata degli ultimi fatti di Napoleone nel carteggio di due illustri recanatesi, Recanati 1934
- Il non riamato amante, 1934
- Il Leopardi morale, Urbino 1935